# Zerfaliu
Zerfaliu (en sard, Tzorfuliu) és un municipi italià, dins de la província d'Oristany. L'any 2007 tenia 1.157 habitants. Es troba a la regió de Campidano di Oristano. Limita amb els municipis d'Ollastra, Paulilatino, Simaxis, Solarussa i Villanova Truschedu.

## Administració
| Període | Identitat           | Partit        |
| ------- | ------------------- | ------------- |
| 2005-   | Pinuccio Lino Chelo | Llista Cívica |